# Kathleen Hering
Kathleen Hering (ur. w Lipsku) – niemiecka bobsleistka, złota medalistka mistrzostw świata.

## Kariera
Największy sukces w karierze osiągnęła w 2000 roku, kiedy wspólnie z Gabriele Kohlisch zdobyła złoty medal w dwójkach podczas mistrzostw świata w Winterbergu. Był to jednak jej jedyny medal wywalczony na międzynarodowej imprezie tej rangi. Nigdy nie wystąpiła na igrzyskach olimpijskich.
Hering uprawiała także lekkoatletykę, specjalizując się w rzucie dyskiem.